# تاوف کیرشن
تاوف کیرشن (به آلمانی: Taufkirchen) یک شهر در آلمان است که در بایرن واقع شده‌است.

## خصوصیات
تاوف کیرشن ۷۰٫۱۸ کیلومترمربع مساحت دارد ۴۶۶ متر بالاتر از سطح دریا واقع شده‌است.